# Margarida de Valois (duquessa de Berry)
Margarida de Valois (Saint-Germain-en-Laye, Regne de França, 5 de juny de 1523 - Torí, Savoia, 15 de setembre de 1574) fou una princesa de França, Duquessa de Berry (1553-1574) i duquessa consort de Savoia (1559-1574). A la cort del seu pare Margarida va formar un cercle d'intel·lectualitat al costat de la reina consort Caterina de Mèdici i la reina consort de Navarra Margarida d'Angulema. A la mort de l'anterior fou nomenada Duquessa de Berry per Enric II, títol que a la seva mort revertí novament en la corona francesa.
Era la filla petita del rei Francesc I de França i la seva primera esposa, la princesa Clàudia de França. Era neta per línia paterna del comte Carles I d'Angulema i Lluïsa de Savoia, i per línia materna del rei Lluís XII de França i la duquessa Anna de Bretanya. Fou germana del duc Francesc III de Bretanya i el rei Enric II de França.
Es casà el 1559 a París amb el duc Manuel Filibert de Savoia. D'aquesta unió nasqué l'infant Carles Manuel I de Savoia (1562-1630), duc de Savoia. Margarida morí el 1574 a la ciutat de Torí, on fou enterrada.